# Triclistus emarginalus
Triclistus emarginalus är en stekelart som först beskrevs av Thomas Say 1829.  Triclistus emarginalus ingår i släktet Triclistus och familjen brokparasitsteklar. Inga underarter finns listade i Catalogue of Life.